# 安道爾同性婚姻
2005年3月，安道爾通過穩定伴侶法，但領養法只適用於異性穩定伴侶。2014年12月25日民事結合合法化，2023年2月17日同性婚姻合法化。

## 同婚法制化
2020年3月10日，組成執政聯盟的三個政黨：民主黨、自由黨和承諾公民，提出了一項使同性婚姻合法化的法案草案。在提交給總理事會之前，將與律師協會和上級司法委員會（CSJ）進行協商。該法案一旦獲得通過，將於2021年6月1日生效。立法將創造兩種婚姻形式：對同性和異性伴侣開放的民事婚姻（casament civil），以及宗教當局举办的“規範婚姻”（matrimoni canòmic）。兩者都將享有相同的合法權益。婚姻官員將無法拒絕主持民事婚姻，除非他們已通知民事登記處，此時另一位婚姻官員將主持婚姻儀式。
2022年7月21日國家立法機關安道爾總委員會通過同性婚姻合法化的法案，8月17日經該國憲法兩位國家元首（大公）之一的法國總統艾曼紐·馬克宏簽署公布後於2023年2月17日生效。